# Campiglossa steyskali
Campiglossa steyskali är en tvåvingeart som först beskrevs av Gottfried Novak 1974.  Campiglossa steyskali ingår i släktet Campiglossa och familjen borrflugor. Inga underarter finns listade.